# Suddivisione amministrativa del Regno di Romania (1941-1944)
La suddivisione amministrativa del Regno di Romania tra il 1941 e il 1944 è il risultato della occupazione sovietica della Bessarabia e del nord Bucovina (28 giugno-4 luglio 1940), del secondo arbitrato di Vienna (30 agosto 1940) e del trattato di Craiova (7 settembre 1940), territori che prima facenti parte della Romania vennero ceduti all'Unione Sovietica, Ungheria e Bulgaria. Dal settembre 1940 la suddivisione amministrativa del 1938 basata sulle 'ținuturi' (regioni) venne smantellata e reintrodotta quella basata sui distretti (județ).
Nel 1941 la Romania partecipò all'operazione Barbarossa per recuperare la Bessarabia e la Bucovina settentrionale. La Transnistria, con il porto di Odessa, fu occupata dall'esercito romeno nell'autunno 1941 e posta sotto l'amministrazione romena senza formale annessione.

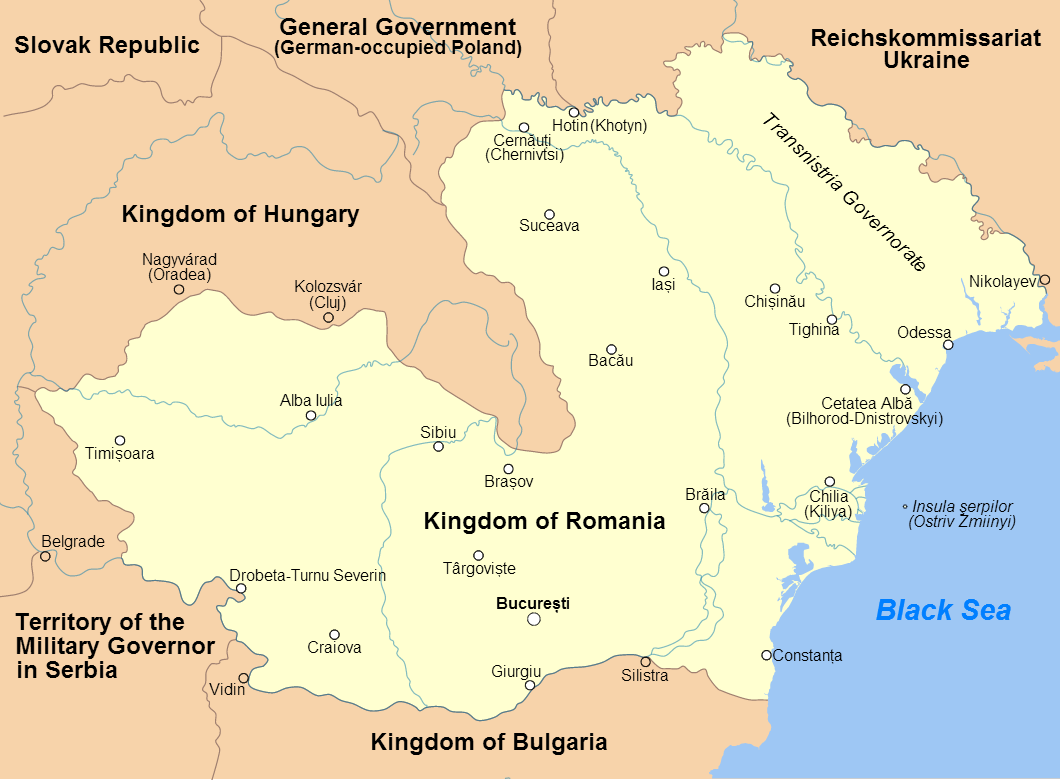
Regno di Romania 1941-'44

Come nel periodo 1926-1938, la Romania ebbe due livelli di subamministrazione. Il primo fu il distretto (judeţ) e le città con il titolo di municipiu. I distretti erano a sua volta divisi in plasa e oraş (centri urbani), che costituivano il secondo livello. Il Governo centrale era rappresentato a livello distrettuale e a Bucarest da un prefetto e da un pretore. Tra il 1941-1944 queste posizioni vennero date in mano a ufficiali dell'esercito.
La città di Bucarest aveva l'unico status di municipiul e capitale e separata dagli altri distretti.
I territori riguadagnati dai sovietici furono organizzati in due grandi governatorati (guvernăminte) sotto il controllo di ufficiali dell'esercito: Governatorato della Bucovina (capitale Cernăuți) e Governatorato della Bessarabia (capital Chișinău). Altro governatorato fu istituito in Transnistria con capitale prima a Tiraspol (1941-42), poi a Odessa (1942-44). A differenza di Bessarabia e Bucovina, la Transnistria non venne considerata parte integrante della Romania nel 1941-44 e la suddivisione sovietica di secondo livello raion fu mantenuta.
Sotto la lista al maggio 1942. Le capitali dei distretti sono mostrate in parentesi. Nota: i nomi dei distretti coincidono con la capitale se non diversamente specificato (es.: plasa Ștefan Vodă-Rădăuţi)

## Romania propriamente detta
- Județul Bihor (Beiuș)
  - Orașul Beiuș
  - Plasa Beiuș
  - Plasa Beliu
  - Plasa Ceica
  - Plasa Ciumeghiu
  - Plasa Tinca
  - Plasa Vașcău
- Județul Arad (Arad)
  - Municipiul Arad
  - Plasa Aradu Nou
  - Plasa Curtici
  - Plasa Chișineu-Criș
  - Plasa Gurahonț
  - Plasa Hălmagiu
  - Plasa Ineu
  - Plasa Pecica
  - Plasa Radna
  - Plasa Săvârșin
  - Plasa Sfânta Ana
  - Plasa Sebiș
  - Plasa Șiria
  - Plasa Târnova

Mappa del Regno di Romania a maggio 1942

- Județul Timiș-Torontal (Timișoara)
  - Municipiul Timișoara
  - Orașul Lipova
  - Plasa Buziaș
  - Plasa Chizătău
  - Plasa Ciacova
  - Plasa Deta
  - Plasa Gătaia
  - Plasa Giulvăz
  - Plasa Jimbolia
  - Plasa Lipova
  - Plasa Periam
  - Plasa Recaș
  - Plasa Sânnicolau Mare
  - Plasa Timișoara
  - Plasa Vinga
- Județul Caraș (Oravița)
  - Orașul Oravița
  - Orașul Reșița
  - Plasa Bocșa Vasiova
  - Plasa Bozovici
  - Plasa Moldova Nouă
  - Plasa Oravița
  - Plasa Reșița
  - Plasa Sasca Montană
- Județul Severin (Lugoj)
  - Orașul Lugoj
  - Orașul Caransebeș
  - Orașul Orșova
  - Plasa Balint
  - Plasa Birchiș
  - Plasa Caransebeș
  - Plasa Făget
  - Plasa Lugoj
  - Plasa Margina
  - Plasa Orșova
  - Plasa Sacu
  - Plasa Teregova
- Județul Cluj-Turda (Turda)
  - Orașul Turda
  - Plasa Baia de Arieș
  - Plasa Câmpeni
  - Plasa Câmpia Turzii
  - Plasa Călata
  - Plasa Căpuș
  - Plasa Iara
  - Plasa Luduș
  - Plasa Mihai Viteazu
  - Plasa Mociu
  - Plasa Sărmaș
  - Plasa Săvădisla
  - Plasa Turda
- Județul Hunedoara (Deva)
  - Orașul Deva
  - Orașul Brad
  - Orașul Hunedoara
  - Orașul Hațeg
  - Orașul Orăștie
  - Orașul Petroșani
  - Plasa Baia de Criș
  - Plasa Brad
  - Plasa Deva
  - Plasa Dobra
  - Plasa Geoagiu
  - Plasa Hațeg
  - Plasa Hunedoara
  - Plasa Ilia
  - Plasa Orăștie
  - Plasa Petroșani
  - Plasa Pui
  - Plasa Sarmisegetuza
- Județul Alba (Alba Iulia)
  - Municipiul Alba Iulia
  - Orașul Abrud
  - Orașul Aiud
  - Orașul Sebeș
  - Plasa Abrud
  - Plasa Aiud
  - Plasa Alba Iulia
  - Plasa Ocna Mureș
  - Plasa Sebeș
  - Plasa Teiuș
  - Plasa Vințu de Jos
  - Plasa Zlatna
- Județul Târnava Mică (Blaj)
  - Orașul Blaj
  - Orașul Dumbrăveni
  - Orașul Târnăveni
  - Plasa Bachnea
  - Plasa Blaj
  - Plasa Dumbrăveni
  - Plasa Iernut
  - Plasa Târnăveni
  - Plasa Valea Lungă
- Județul Târnava Mare (Sighișoara)
  - Orașul Sighișoara
  - Orașul Mediaș
  - Plasa Agnita
  - Plasa Mediaș
  - Plasa Rupea
  - Plasa Saschiz
  - Plasa Sighișoara
  - Plasa Șeica Mare
- Județul Sibiu (Sibiu)
  - Municipiul Sibiu
  - Plasa Mercurea Sibiului
  - Plasa Nocrich
  - Plasa Ocna Sibiului
  - Plasa Săliște
  - Plasa Sibiu
  - Plasa Tălmaciu
- Județul Făgăraș (Făgăraș)
  - Orașul Făgăraș
  - Plasa Arpașu de Jos
  - Plasa Cincu
  - Plasa Făgăraș
  - Plasa Șercaia
- Județul Brașov (Brașov)
  - Municipiul Brașov
  - Plasa Codlea
  - Plasa Cernatu
  - Plasa Feldioara
  - Plasa Hărman
  - Plasa Intorsura Buzăului
  - Plasa Zărnești
- Județul Mehedinți (Turnu Severin)
  - Orașul Turnu Severin
  - Orașul Baia de Aramă
  - Orașul Strehaia
  - Plasa Baia de Aramă
  - Plasa Bâcleșu
  - Plasa Bălăcița
  - Plasa Broșteni
  - Plasa Cujmir
  - Plasa Devesel
  - Plasa Malovăț
  - Plasa Strehaia
  - Plasa Turnu Severin
  - Plasa Vânju Mare
- Județul Gorj (Târgu Jiu)
  - Orașul Târgu Jiu
  - Plasa Brădiceni
  - Plasa Novaci
  - Plasa Peșteana-Jiu
  - Plasa Târgu Cărbunești
  - Plasa Târgu Jiu
  - Plasa Târgu Logrești
- Județul Vâlcea (Râmnicu Vâlcea)
  - Orașul Râmnicu Vâlcea
  - Orașul Băile Govora
  - Orașul Călimănești
  - Orașul Drăgășani
  - Orașul Ocnele Mari
  - Plasa Bălcești
  - Plasa Drăgășani
  - Plasa Grădiștea
  - Plasa Horezu
  - Plasa Lădești
  - Plasa Râmnicu Vâlcea
- Județul Romanați (Caracal)
  - Orașul Caracal
  - Orașul Balș
  - Orașul Corabia
  - Plasa Balș
  - Plasa Caracal
  - Plasa Corabia
  - Plasa Dioști
  - Plasa Piatra Olt
  - Plasa Zănoaga
- Județul Dolj (Craiova)
  - Municipiul Craiova
  - Orașul Băilești
  - Orașul Calafat
  - Orașul Plenița
  - Plasa Amaradia
  - Plasa Bârca
  - Plasa Băilești
  - Plasa Brabova
  - Plasa Breasta
  - Plasa Calafat
  - Plasa Craiova
  - Plasa Filiași
  - Plasa Gângiova
  - Plasa Murgașu
  - Plasa Plenița
  - Plasa Rojiștea
  - Plasa Segarcea
- Județul Argeș (Pitești)
  - Orașul Pitești
  - Orașul Curtea de Argeș
  - Plasa Costești
  - Plasa Curtea de Argeș
  - Plasa Jiblea
  - Plasa Pitești
  - Plasa Rociu
  - Plasa Stoicești
  - Plasa Titești
- Județul Muscel (Câmpulung)
  - Orașul Câmpulung
  - Plasa Câmpulung
  - Plasa Domnești
  - Plasa Stâlpeni
  - Plasa Drăgănești-Muscel
- Județul Dâmbovița (Târgoviște)
  - Orașul Târgoviște
  - Orașul Găești
  - Orașul Pucioasa
  - Plasa Bilciurești
  - Plasa Colanu
  - Plasa Găești
  - Plasa Ghergani
  - Plasa Pucioasa
  - Plasa Titu
  - Plasa Târgoviște
  - Plasa Valea Mare
  - Plasa Voinești
- Județul Olt (Slatina)
  - Orașul Slatina
  - Plasa Drăgănești-Olt
  - Plasa Potcoava
  - Plasa Slatina
  - Plasa Spineni
  - Plasa Vulturești
- Județul Teleorman (Turnu Măgurele)
  - Orașul Turnu Măgurele
  - Orașul Alexandria
  - Orașul Roșiori de Vede
  - Orașul Zimnicea
  - Plasa Alexandria
  - Plasa Balaci
  - Plasa Roșiorii de Vede
  - Plasa Salcia
  - Plasa Slăvești
  - Plasa Turnu Măgurele
  - Plasa Vârtoapele de Sus
  - Plasa Zimnicea
- Județul Vlașca (Giurgiu)
  - Orașul Giurgiu
  - Plasa Arsache
  - Plasa Comana
  - Plasa Corbii Mari
  - Plasa Drăgănești-Vlașca
  - Plasa Giurgiu
  - Plasa Ghimpați
  - Plasa Siliștea
  - Plasa Vida
- Județul Ilfov (București)
  - Municipiul București
  - Orașul Oltenița
  - Plasa Bolintin-Vale
  - Plasa Brănești
  - Plasa Budești
  - Plasa Buftea
  - Plasa Domnești
  - Plasa Fierbinți-Târg
  - Plasa Oltenița
  - Plasa Otopeni
  - Plasa Pârlita
  - Plasa Vidra
- Județul Prahova (Ploești)
  - Municipiul Ploești
  - Orașul Câmpina
  - Orașul Filipești-Târg
  - Orașul Predeal
  - Orașul Sinaia
  - Orașul Slănic
  - Orașul Urlați
  - Orașul Vălenii de Munte
  - Plasa Bălțești
  - Plasa Câmpina
  - Plasa Drăgănești-Prahova
  - Plasa Filipești-Târg
  - Plasa Ploești
  - Plasa Poenari-Burchi
  - Plasa Sinaia
  - Plasa Slănic
  - Plasa Urlați
  - Plasa Vălenii de Munte
- Județul Buzău (Buzău)
  - Orașul Buzău
  - Orașul Mizil
  - Plasa Buzău
  - Plasa Gura Dimieni
  - Plasa Mărăcineni
  - Plasa Mihăilești
  - Plasa Mizil
  - Plasa Pârscov
  - Plasa Pătârlagele
  - Plasa Pogoanele
- Județul Râmnicu Sărat (Râmnicu Sărat)
  - Orașul Râmnicu Sărat
  - Plasa Râmnicu-Râmnicu Sărat
  - Plasa Boldu
  - Plasa Dumitrești
  - Plasa Măicănești
  - Plasa Plăinești
- Județul Ialomița (Călărași)
  - Orașul Călărași
  - Orașul Fetești
  - Orașul Slobozia
  - Orașul Urziceni
  - Plasa Călărași
  - Plasa Căzănești
  - Plasa Dragoș-Vodă
  - Plasa Fetești
  - Plasa Lehliu
  - Plasa Slobozia
  - Plasa Țăndărei
  - Plasa Urziceni
- Județul Brăila (Brăila)
  - Municipiul Brăila
  - Plasa Ianca
  - Plasa I.C. Brătianu
  - Plasa Lacu Sărat
  - Plasa Viziru
- Județul Constanța (Constanța)
  - Municipiul Constanța
  - Orașul Carmen-Sylva
  - Orașul Cernavodă
  - Orașul Eforie
  - Orașul Hârșova
  - Orașul Mangalia
  - Orașul Medgidia
  - Orașul Ostrov
  - Orașul Techirghiol
  - Plasa Adamclisi
  - Plasa Cernavodă
  - Plasa Cogealac
  - Plasa Constanța
  - Plasa Hârșova
  - Plasa Mangalia
  - Plasa Medgidia
  - Plasa Negru-Vodă
  - Plasa Ostrov
- Județul Tulcea (Tulcea)
  - Orașul Tulcea
  - Orașul Babadag
  - Orașul Isaccea
  - Orașul Măcin
  - Orașul Sulina
  - Plasa Babadag
  - Plasa Măcin
  - Plasa Sulina
  - Plasa Topolog
  - Plasa Tulcea
- Județul Covurlui (Galați)
  - Municipiul Galați
  - Plasa Bujor-Târgu Bujor
  - Plasa Foltești
  - Plasa Independența
- Județul Putna (Focșani)
  - Orașul Focșani
  - Orașul Mărășești
  - Orașul Adjud
  - Orașul Panciu
  - Orașul Odobești
  - Plasa Adjud
  - Plasa Focșani
  - Plasa Năruja
  - Plasa Odobești
  - Plasa Panciu
  - Plasa Vidra
- Județul Tecuci (Tecuci)
  - Orașul Tecuci
  - Plasa Homocea
  - Plasa Ivești
  - Plasa Nicorești
  - Plasa Podu Turcului
  - Plasa Stănișești
- Județul Tutova (Bârlad)
  - Orașul Bârlad
  - Plasa Ghidgeni
  - Plasa Murgeni
  - Plasa Puești
  - Plasa Zorleni
- Județul Fălciu (Huși)
  - Orașul Huși
  - Orașul Fălciu
  - Plasa Epureni
  - Plasa Fălciu
  - Plasa Răducăneni
- Județul Vaslui (Vaslui)
  - Orașul Vaslui
  - Plasa Codăești
  - Plasa Negrești
  - Plasa Pungești
  - Plasa Vaslui
- Județul Bacău (Bacău)
  - Orașul Bacău
  - Orașul Moinești
  - Orașul Târgu Ocna
  - Orașul Băile Slănic
  - Plasa Bacău
  - Plasa Moinești
  - Plasa Parincea
  - Plasa Răcăciuni
  - Plasa Târgu Ocna
  - Plasa Tescani
  - Plasa Traian
- Județul Neamț (Piatra Neamț)
  - Orașul Piatra Neamț
  - Orașul Buhuși
  - Orașul Târgu Neamț
  - Plasa Buhuși
  - Plasa Ceahlău
  - Plasa Piatra Neamț
  - Plasa Ștefan cel Mare
  - Plasa Târgu Neamț
- Județul Roman (Roman)
  - Orașul Roman
  - Plasa Dămienești
  - Plasa Mircești
  - Plasa Porcești
  - Plasa Târgu Bâra
- Județul Baia (Fălticeni)
  - Orașul Fălticeni
  - Orașul Pașcani
  - Plasa Boroaia
  - Plasa Dolhasca
  - Plasa Mălini
  - Plasa Pașcani
- Județul Iași (Iași)
  - Municipiul Iași
  - Orașul Târgu Frumos
  - Plasa Bivolari
  - Plasa Buciumi
  - Plasa Copou-Târgu Copou
  - Plasa Galata
  - Plasa Podu Iloaiei
  - Plasa Târgu Frumos
- Județul Botoșani (Botoșani)
  - Orașul Botoșani
  - Orașul Hârlău
  - Orașul Ștefănești/Ștefănești-Prut
  - Plasa Botoșani
  - Plasa Bucecea
  - Plasa Sulița
  - Plasa Ștefănești-Prut

## Governatorato della Bucovina
- Județul Dorohoi (Dorohoi)
  - Orașul Dorohoi
  - Orașul Darabani
  - Orașul Herța
  - Orașul Mihăileni
  - Orașul Săveni
  - Plasa Dorohoi
  - Plasa Herța
  - Plasa Lascăr-Darabani
  - Plasa Săveni
- Județul Suceava (Suceava)
  - Orașul Suceava
  - Orașul Solca
  - Plasa Cetatea Sucevei-Suceava
  - Plasa Solca
- Județul Câmpulung (Câmpulung)
  - Orașul Câmpulung Moldovenesc
  - Orașul Gura Humorului
  - Orașul Vatra Dornei
  - Plasa Câmpulung Moldovenesc
  - Plasa Gura Humorului
  - Plasa Vatra Dornei
- Județul Rădăuți (Rădăuți)
  - Orașul Rădăuți
  - Orașul Siret
  - Plasa Seletin
  - Plasa Siret
  - Plasa Ștefan Vodă-Rădăuţi
- Județul Storojineț (Storojineț)
  - Orașul Storojineț

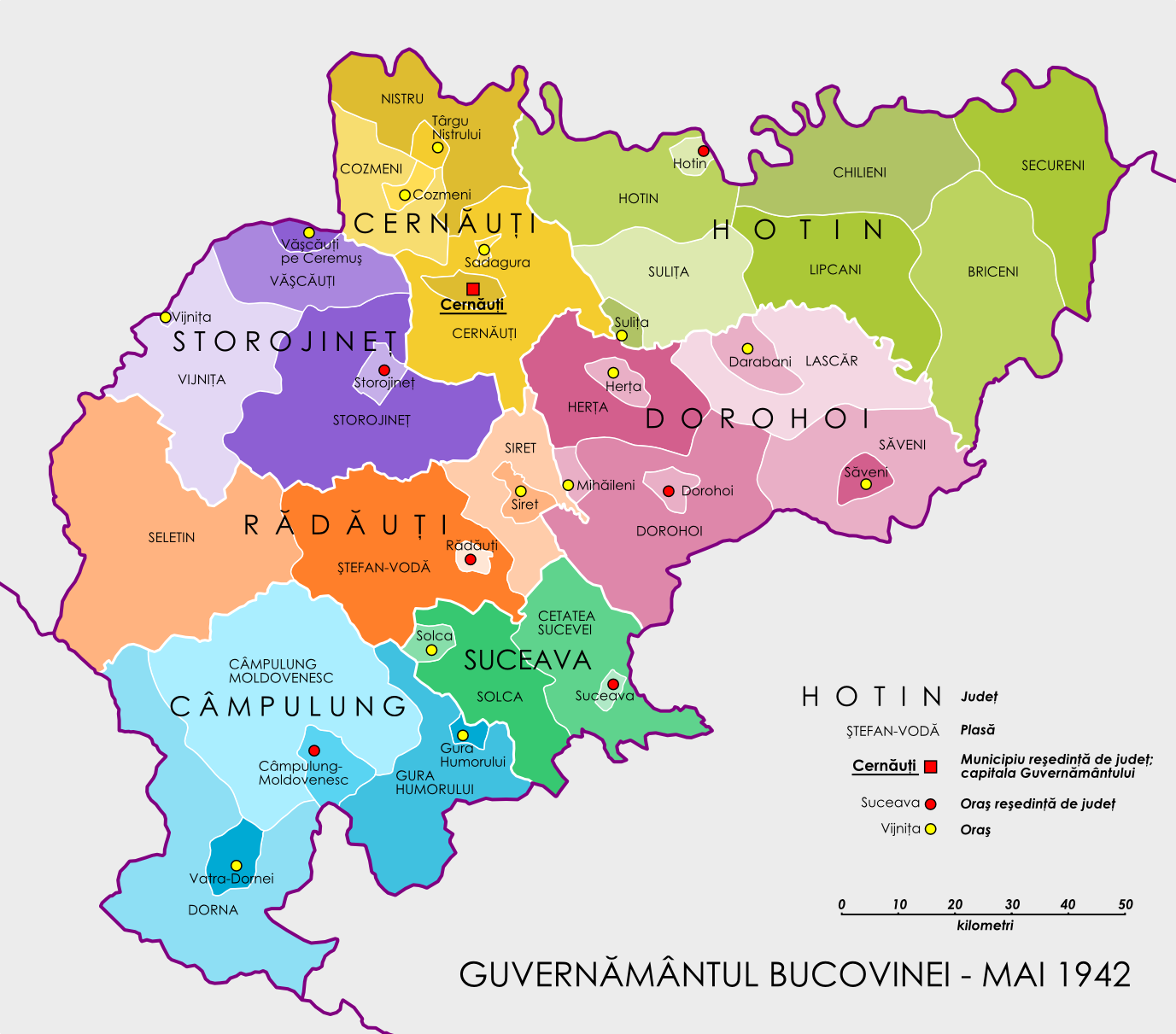
Governatorato della Bucovina nel maggio 1942

  - Orașul Vășcăuți/Vășcăuți pe Ceremuș
  - Orașul Vijnița
  - Plasa Storojineț
  - Plasa Vășcăuți
  - Plasa Vijnița
- Județul Cernăuți (Cernăuți)
  - Municipiul Cernăuți
  - Orașul Cozmeni
  - Orașul Sadagura
  - Orașul Târgu Nistrului
  - Plasa Cernăuți
  - Plasa Cozmeni
  - Plasa Nistru-Târgu Nistrului
- Județul Hotin (Hotin)
  - Orașul Hotin
  - Orașul Sulița/Târgu Sulița
  - Plasa Briceni
  - Plasa Chilieni
  - Plasa Hotin
  - Plasa Lipcani
  - Plasa Secureni
  - Plasa Sulița/Târgu Sulița

## Governatorato della Bessarabia
- Județul Soroca (Soroca)
  - Orașul Soroca
  - Plasa Climăuți-Lipnic
  - Plasa Florești
  - Plasa Nădușita-Drochia
  - Plasa Soroca
- Județul Bălți (Bălți)
  - Municipiul Bălți
  - Orașul Fălești
  - Plasa Bălți
  - Plasa Cornești
  - Plasa Fălești
  - Plasa Glodeni
  - Plasa Râșcani
- Județul Orhei (Orhei)
  - Orașul Orhei
  - Orașul Rezina
  - Plasa Chiperceni
  - Plasa Orhei
  - Plasa Rezina
  - Plasa Telenești
- Județul Lăpușna (Chișinău)
  - Municipiul Chișinău
  - Orașul Călărași-Târg
  - Plasa Budești-Chişinău
  - Plasa Călărași-Călăraşi-Târg
  - Plasa Hâncești
  - Plasa Ialoveni
  - Plasa Nisporeni
- Județul Tighina (Tighina)
  - Municipiul Tighina
  - Orașul Comrat
  - Plasa Căușani
  - Plasa Comrat
  - Plasa Cimișlia
  - Plasa Taraclia
  - Plasa Tighina
- Județul Cahul (Cahul)
  - Orașul Cahul
  - Orașul Leova
  - Plasa Cantemir-Leova
  - Plasa Ion Voevod-Cahul
  - Plasa Ștefan cel Mare-Baimaclia
  - Plasa Traian-Taraclia
- Județul Ismail (Ismail)
  - Orașul Ismail
  - Orașul Bolgrad
  - Orașul Reni
  - Plasa Bolgrad
  - Plasa Ismail
  - Plasa Reni
- Județul Chilia (Chilia Nouă)
  - Orașul Chilia Nouă
  - Orașul Vâlcov
  - Plasa Chilia
  - Plasa Tarutino
  - Plasa Tătărești

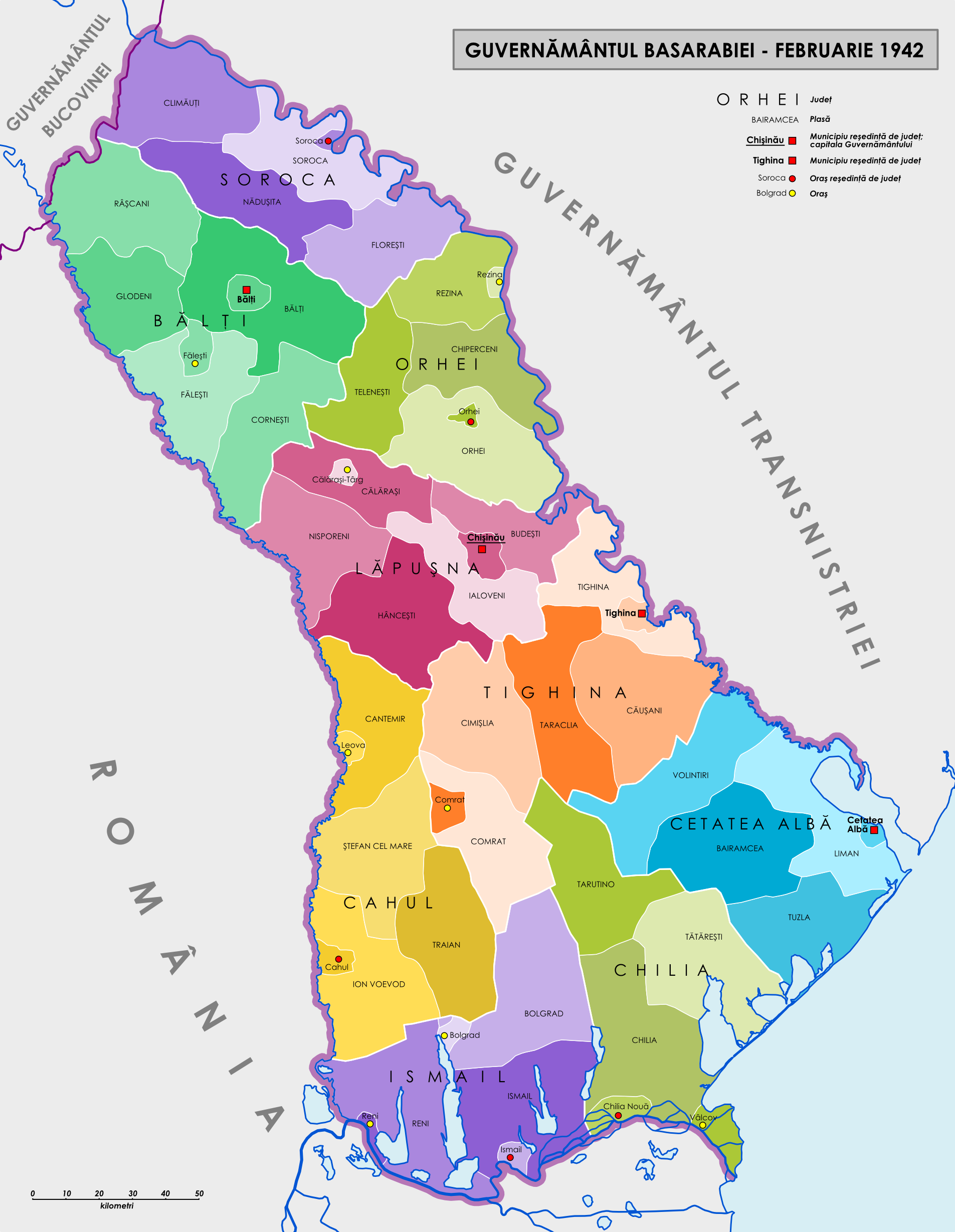
Governatorato della Bessarabia nel febbraio 1942

- Județul Cetatea Albă (Cetatea Albă)
  - Municipiul Cetatea Albă
  - Plasa Bairamcea
  - Plasa Liman-Cetatea Albă
  - Plasa Tuzla
  - Plasa Volintiri

## Governatorato della Transnistria

Governatorato della Transnistria

- Județul Moghilău (Moghilău)
  - Orașul Moghilău
  - Orașul Șmerinca
  - Raionul Balchi
  - Raionul Copaigorod
  - Raionul Crasnoe
  - Raionul Iarișev
  - Raionul Sargorod
  - Raionul Șmerinca
  - Raionul Stanislavcic
- Județul Tulcin (Tulcin)
  - Orașul Moghilău
  - Raionul Șmerinca
  - Raionul Braslav
  - Raionul Spicov
  - Raionul Trostineț
  - Raionul Tulcin
- Județul Jugastru (Iampol)
  - Orașul Iampol
  - Raionul Cernovăț
  - Raionul Crijopol
  - Raionul Iampol
  - Raionul Tomaspol
- Județul Balta (Balta)
  - Orașul Balta
  - Orașul Berșad
  - Raionul Balta
  - Raionul Berșad
  - Raionul Cicelnic
  - Raionul Obadovca
  - Raionul Olgopol
  - Raionul Pesceana
  - Raionul Savrani
- Județul Râbnița (Râbnița)
  - Orașul Bârzula
  - Orașul Râbnița
  - Raionul Bârzula
  - Raionul Camenca
  - Raionul Codâma
  - Raionul Piesceanca
  - Raionul Râbnița
- Județul Golta (Golta)
  - Orașul Golta
  - Raionul Crivoe-Oziero
  - Raionul Domaniovca
  - Raionul Golta
  - Raionul Liubașovca
  - Raionul Vradievca
- Județul Ananiev (Ananiev)
  - Orașul Ananiev
  - Raionul Ananiev
  - Raionul Cernova
  - Raionul Petroverovca
  - Raionul Sfânta Troițca
  - Raionul Siraievo
  - Raionul Valea Hoțului
- Județul Dubăsari (Dubăsari)
  - Orașul Dubăsari
  - Orașul Grigoriopol
  - Raionul Ciorna
  - Raionul Dubăsari
  - Raionul Grigoriopol
  - Raionul Ocna
  - Raionul Zaharievca
- Județul Tiraspol (Tiraspol)
  - Municipiul Tiraspol
  - Raionul Grosulova
  - Raionul Razdelnaia
  - Raionul Selz
  - Raionul Slobozia
  - Raionul Tebricovo
  - Raionul Tiraspol
- Județul Ovidiopol (Ovidiopol)
  - Orașul Ovidiopol
  - Raionul Balaevca
  - Raionul Franzfeld
  - Raionul Ovidiopol
  - Raionul Vigoda
- Județul Odessa (Odessa)
  - Municipiul Odessa
  - Raionul Antono-Codincevo
  - Raionul Blagujevo
  - Raionul Ianovca
  - Raionul Odessa
- Județul Berezovca (Berezovca)
  - Orașul Berezovca
  - Raionul Berezovca
  - Raionul Landau
  - Raionul Mostovoi
  - Raionul Veselinovo
- Județul Oceacov (Oceacov)
  - Orașul Oceacov
  - Raionul Crasna
  - Raionul Oceacov
  - Raionul Varvarovca